# Природно-заповідний фонд Глобинського району
Природно-заповідний фонд Глобинського району становить 11 об'єктів і територій ПЗФ. З них 4 — загальнодержавного значення (Нижньосульський національний природний парк (лише частково на території району), Святилівський орнітологічний заказник, Сулинський ландшафтний заказник (частково), Устимівський дендрологічний парк).

## Території та об'єкти

### Природні території та об'єкти

#### Національний природний парк
| Назва об'єкта                | Тип, категорія, значення    | Рік створення | Площа (га) | Місцезнаходження                                  | Зображення |
| ---------------------------- | --------------------------- | ------------- | ---------- | ------------------------------------------------- | ---------- |
| «Нижньосульський» (частково) | Національний природний парк | 2010          | 16879      | у межах Глобинського району: в околицях с. Липове |            |

#### Заказники
| Назва об'єкта           | Тип, категорія, значення                            | Рік створення | Площа (га) | Місцезнаходження                                                                                              | Зображення |
| ----------------------- | --------------------------------------------------- | ------------- | ---------- | --- | ---------- |
| «Гирло Хоролу»          | Заказник гідрологічний місцевого значення           | 1995          | 169        | с. Попівка |            |
| «Глибочанський»         | Заказник ботанічний місцевого значення              | 1995          | 47         | с. Заможне, лівий берег р. Псел                                                                               |            |
| «Заможненський»         | Заказник ландшафтний місцевого значення             | 1995          | 158        | с. Заможне |            |
| «Манжеліївський»        | Заказник ботаничний місцевого значення              | 1979          | 5          | с. Манжелія                                                                                                   |            |
| «Кут»                   | Заказник ботаничний місцевого значення              | 1995          | 37,2       | с. Попівка |            |
| «Пивиха» (частково)     | Заказник ландшафтний місцевого значення             | 1994          | 165,2      | Південна околиця селища Градизьк, Градизьке л-во, кв. 14 (без вид. 6 та вилученої дороги — 0,7 га)            |            |
| «Псільський»            | Заказник ландшафтний місцевого значення             | 1994          | 915        | Радянське лісництво, кв. 33, 34, 36-38, 40, 42, 44, 45, 47, 59                                                |            |
| «Святилівський»         | Заказник орнітологічний загальнодержавного значення | 1996          | 139,2      | с. Святилівка, Градизьке лісництво кв. 3, 4                                                                   |            |
| «Сулинський» (частково) | Заказник ландшафтний загальнодержавного значення    | 1998          | 31161      | у межах Глобинського району: в околицях сіл Липове, Святилівка, Мозоліївка, Градизьке лісництво кв. 1, 2, 5-9 |            |

### Штучно створений об'єкт

#### Дендрологічний парк
| Назва об'єкта  | Тип, категорія, значення                        | Рік створення | Площа (га) | Місцезнаходження | Зображення |
| -------------- | ----------------------------------------------- | ------------- | ---------- | ---------------- | ---------- |
| «Устимівський» | Дендрологічний парк загальнодержавного значення | 1893, 1983    | 8,9        | с. Устимівка     |            |